# Сельский округ Кабанбай батыра
Се́льский окру́г Кабанба́й баты́ра (каз. Қабанбай батыр ауылдық округі) — административная единица в составе Целиноградского района Акмолинской области Республики Казахстан.
Административный центр — село Кабанбай батыра.

## География
Административно-территориальное образование расположено в южной части района, граничит:
- на севере с Кызылсуатским сельским округом и городом Астана,
- на востоке с Аршалынским районом,
- на юге с Нуринским районом Карагандинской области,
- на западе с сельским округом Рахымжана Кошкарбаева и селом Тайтобе.

Сельский округ расположен на казахском мелкосопочнике. Рельеф местности в основном представляет собой сплошную равнину с незначительными перепадами высот; средняя высота округа — около 340 метров над уровнем моря. 
Гидрографическая сеть округа представлена рекой Нура — которая образует западные границы округа.
Климат холодно-умеренный, с хорошей влажностью. Среднегодовая температура воздуха отрицательная и составляет около -4,3°С. Среднемесячная температура воздуха в июле достигает +20,5°С. Среднемесячная температура января составляет около -14,2°С. Среднегодовое количество осадков составляет около 400 мм. Основная часть осадков выпадает в период с июня по июль.
Через территорию сельского округа с севера на юг проходит около 15 километров автодороги республиканского значения — Р-3 «Астана — Темиртау».

## История
В 1989 году существовал как — Рождественский сельсовет (сёла Рождественка, Бозшаколь, Борлыколь, Кызылжар, Нура, Сарыадыр). 
В периоде 1991 — 1998 годов Рождественский сельсовет был преобразован в сельский округ; сёла Бозшаколь, Борлыкол — были упразднены.
В 2001 году Рождественский сельский округ и село Рождественка были переименованы в — сельский округ Кабанбай батыра и село Кабанбай батыра соответственно.

## Население
| Численность населения | Численность населения | Численность населения |
| 1989                  | 1999                  | 2009                  |
| --------------------- | --------------------- | --------------------- |
| 4778                  | ↘4734                 | ↗5937                 |

## Состав
| № | Населённый пункт | Тип населённого пункта       | Население, 1989 | Население, 1999 | Население, 2009 |
| - | ---------------- | ---------------------------- | --------------- | --------------- | --------------- |
| 1 | Бозшаколь        | село (упразднено)            | 34              | -               | -               |
| 2 | Борлыколь        | село (упразднено)            | 13              | -               | -               |
| 3 | Кабанбай батыра  | село, административный центр | 4 138           | 4 212           | 5 181           |
| 4 | Кызылжар         | село                         | 283             | 239             | 521             |
| 5 | Нура             | село                         | 126             | 147             | 160             |
| 6 | Сарыадыр         | село                         | 184             | 136             | 75              |

## Местное самоуправление
Аппарат акима сельского округа Кабанбай батыра — село Кабанбай батыра, учетный квартал 035, строение 5.
- Аким сельского округа — Толкынбек Жанибек Толкынбекулы.